# Peter Langemar
Peter Langemar, född 4 februari 1974, är en svensk tidigare fotbollsspelare som spelade för Djurgårdens IF. 

## Klubbkarriär
1993 debuterade han i Djurgårdens A-lag efter att ha blivit uppflyttad från juniorlaget inför säsongen.
Efter säsongen 1997 blev han utsedd till årets spelare. Under 1998 missade han andra halvan av säsongen pga sjukdom och det visade sig vara en hjärtmuskelinflammation, han spelade sin sista match i juni 1998 och la av efter säsongen.

## Statistik[4]
| Klubb          | Säsong         | Liga             | Liga    | Liga | Liga | Cupspel | Cupspel | Europaspel | Europaspel | Totalt  | Totalt |
| Klubb          | Säsong         | Division         | Matcher | Mål  | Ass  | Matcher | Mål     | Matcher    | Mål        | Matcher | Mål    |
| -------------- | -------------- | ---------------- | ------- | ---- | ---- | ------- | ------- | ---------- | ---------- | ------- | ------ |
| Djurgårdens IF | 1993           | Division 1 Norra | 11      | 2    | ?    | ?       | 2       | —          | —          | 11      | 4      |
| Djurgårdens IF | 1994           | Division 1 Norra | 20      | 1    | ?    | ?       | ?       | —          | —          | 20      | 1      |
| Djurgårdens IF | 1995           | Allsvenskan      | 5       | 0    | 0    | ?       | 0       | —          | —          | 5       | 0      |
| Djurgårdens IF | 1996           | Allsvenskan      | 15      | 2    | 0    | ?       | 1       | 2          | 0          | 17      | 3      |
| Djurgårdens IF | 1997           | Division 1 Norra | 25      | 3    | 0    | ?       | 0       | —          | —          | 25      | 3      |
| Djurgårdens IF | 1998           | Division 1 Norra | 9       | 1    | 0    | ?       | 2       | —          | —          | 9       | 3      |
| Hela karriären | Hela karriären | Hela karriären   | 85      | 9    | 0    | ?       | 5       | 2          | 0          | 87      | 14     |